# Здоров'я (відеоігри)
Див. також: Здоров'я

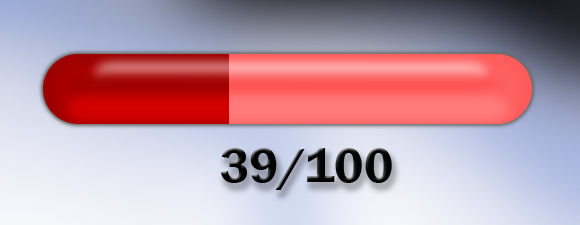
На вказаному лайф-барі залишилося 39 очок здоров'я зі 100

Здоров'я у відеоіграх (очки здоров'я, хіт-поїнти, HP, від англ. hit points) — це концепція кількісного зображення здатності предмета або персонажа витримувати ушкодження. В англійській мові hit points буквально означає «очки уражень», тобто, скільки уражень предмет або персонаж здатний витримати.
Як правило, повна втрата здоров'я (0 HP) веде до втрати одного життя. Це поняття використовується в різних ігрових жанрах. Для відображення рівня очок здоров'я слугують числові показники і/або так звані лайф-бари чи гелз-бари (смужки життя або здоров'я). Часто стосовно неживих об'єктів застосовується поняття міцності, яке відповідає здоров'ю в живих.

## Історія виникнення концепції

Здоров'я бійців у Mortal Kombat показується зеленими шкалами вгорі. Числові значення враховуються в обчисленнях, але гравцеві подаються візуально як рівень заповнення шкал

Концепція здоров'я у відеоіграх походить з настільних рольових ігор, а саме Dungeons & Dragons. У зв'язку з високим впливом випадковості в ній (кидання дайсів), творець гри Гарі Гігакс вигадав очки здоров'я (англ. hit points), щоб персонажі не гинули при кожному випалому невдалому значенні. Так вони могли витримувати кілька атак противника, роблячи гру цікавішою.
Першою відеогрою, де було застосовано очки здоров'я, вважається Dragon Buster (1984). Візуальне відображення стійкості персонажа вперше з'явилося в аркаді Punch-Out!! (1983).

## Механізми здоров'я і життя
У відеоіграх ці поняття зазвичай поєднані, оскільки власне HP є кількісною оцінкою, як далеко персонаж від втрати одного життя. Частково втративши здоров'я, як правило, можна його відновити, тим самим зберігши своє ігрове втілення від втрати повного життя. Але якщо зберегти очки здоров'я не вдалося, і рівень HP став рівним нулю, персонаж втрачає одне життя. В залежності від жанру гри, в даному разі гравець продовжує гру або з початку рівня, або з певної симуляторної локації (наприклад, лікарні), або з місця останнього місця збереження (чек-поїнту). В аркадах, квестах, платформерах кількість життів обмежена, і після втрати останнього доведеться починати нову гру. В багатокористувацьких іграх та в однокористувацьких шутерах, стратегіях, екшн-іграх можна втрачати життя нескінченно і після цього відроджуватися. Завжди після втрати одного життя та повернення до певної локації здоров'я відновлюється до максимуму. В порівневих іграх (аркадах, платформерах) при переході на наступний рівень HP відновлюється не завжди. Також у деяких іграх можливі варіанти миттєвої повної втрати хіт-поїнтів та одночасної втрати життя (наприклад, падіння з висоти, у прірву в аркадах).
Нерідко застосовується регенерація здоров'я — його автоматичне відновлення, якщо персонаж гри не отримує ушкоджень певний час.

## Втрата та відновлення здоров'я
Залежно від характеру відеогри, головний персонаж може по-різному втрачати своє здоров'я. Як правило, персонаж втрачає трохи здоров'я, коли його хтось атакує чи він потрапляє в небезпечні умови оточення.

### В однокористувацьких шутерах, стратегіях, PRG

Бій у Final Fantasy: один персонаж має 0 HP і умовно мертвий, інший має 1 HP, про що додатково сигналізується червоним кольором

У цих жанрах ігор здоров'я можна зазвичай втратити при взаємодії з навколишнім середовищем. При цьому взаємодія може бути різноманітною — від атаки ворогів, стрибків з високих будівель, невиконання певних стратегічних кроків тощо. У будь-якому разі хіт-поїнти можна втратити в різних місцях. Зазвичай у цьому типі ігор існують певні локації, де можна відновити втрачене здоров'я і продовжити гру. В разі повної втрати HP гравці відновлюються в певному місці (або в точках збереження, або в лікарні, або на респавні), як правило, втрачаючи певні очки, але маючи можливість продовжувати гру. Таким чином, можна втрачати життя безліч разів.

### В квестах, аркадах, платформерах
У цих жанрах ігор можливостей втратити здоров'я значно менше. Звичайно це певні пастки чи запрограмовані вороги. По рівнях розташовані також певні предмети, що частково відновлюють здоров'я. В разі втрати життя гравець починає рівень з початку або з останнього чек-поїнту. HP при цьому стає максимальним. При переході на наступний рівень, воно, однак, відновлюється не завжди.

### В багатокористувацьких іграх
Втратити очки здоров'я в мультиплеєрі зазвичай можна лише від атак інших гравців. Відновити втрачене здоров'я можливо або так само, як і в однокористувацькій грі, або через спеціальні предмети, властиві виключно MMORPG. Кількість життів нескінченна, але після кожної смерті гравець отримує штрафи, як втату очок досвіду або внутрішньоігрових грошей. Після втрати кожного життя в разі повної втрати здоров'я гравець відновлює гру з налаштованого раніше місця респавну.

## Приклади застосування
Візьмемо до прикладу застосування такої системи на практиці в аркаді Disney's Aladdin in Nasira's Revenge, 3-D екшні Grand Theft Auto: San Andreas та мультиплеєрі SA-MP.
- В аркаді «Аладдін» присутнє здоров'я. Воно втрачається від впливу вогню, пасток-ножів, атак ворогів. Відновлюється HP за допомогою спеціальних напоїв. Можливі варіанти миттєвої втрати життя, наприклад, від падіння у прірву. В разі повної втрати хіт-поїнтів гравець продовжує гру від найближчого чек-поїнту. В разі повної втрати всіх життів гра завершується. При переході на наступний рівень HP не відновлюється.
- У Grand Theft Auto: San Andreas втратити життя можна від пострілів ворогів, переїзду авто, стрибків та інше. Відновлюється до максимуму в закладах швидкого харчування. Можлива миттєва втрата життя. Також можливе розширення межи максимального пошкодження. В разі повної втрати хіт-поїнтів гравець продовжує гру від найближчої лікарні, втративши трохи грошей та зброю. Кількість втрати життів не обмежена, гра не припиняється після чергової втрати. Також здоров'я повністю відновлюється після збереження гри.
- В мультиплеєрі Сан-Андреас втратити життя можна так само, як і в однокористувацькому варіанті гри. Але і більшості випадків це постріли ворогів. Відновлюється здоров'я так само в закусочних. Так само кількість втрати життів не обмежена, після кожної повної втрати HP гравець продовжує гру із завчасно налаштованого респавну.

Ці приклади наочно демонструють відмінності між застосуванням цієї системи в екшн-іграх та аркадах.